# 엠파이어 스테이트
엠파이어 스테이트(영어: Empire State)는 미국 뉴욕주의 별명 중 하나로, 가장 유명한 별명 중 하나이다. 19세기 후반부터 엠파이어 스테이트라는 이름은 뉴욕 주의 많은 건축물과 행사에 사용되었다. 이 별명의 유래는 불분명하다.